# پروچاتس
پروچاتس (به صربی: Perućac) یک منطقهٔ مسکونی در صربستان است که در Zlabibor District واقع شده‌است. پروچاتس ۵۳۰ نفر جمعیت دارد.